# Calyptocephalellidae
Calyptocephalellidae ist eine Familie von Froschlurchen mit fünf rezenten Arten, die in den chilenischen Anden vorkommen.

## Merkmale
Weibchen der Art Calyptocephalella gayi werden mit einer Länge von etwa 32 cm deutlich größer als Männchen, die nur etwa 12 cm Länge erreichen. Die Paarung erfolgt in Teichen oder Buchten von Seen, wo das Weibchen bis zu 10.000 Eier ablegt, die vom Männchen befruchtet werden. Bei der Paarung kommt die für Froschlurche typische Umklammerung (Amplexus) vor. Die Kaulquappen benötigen für ihre Entwicklung ein bis zwei Jahre und erreichen dabei bis zu 15 cm Länge.
Innerhalb der Gattung Telmatobufo variiert die Größe zwischen 4 und 7,7 cm. Die Arten leben im Umfeld schnell fließender Bäche in Scheinbuchenwäldern. Mit einer runden Saugscheibe am Mund und einem kräftigen Schwanz sind die Kaulquappen gut an diese schnellen Gewässer angepasst.

## Einordnung in die Systematik
Die Calyptocephalellidae wurden bis 2006 in das Sammeltaxon der Südfrösche (Leptodactylidae im weiteren Sinn) eingeordnet, das später in zahlreiche Familien aufgeteilt wurde. 1978 errichtete Lynch innerhalb der Familie der Südfrösche und der Unterfamilie der Telmatobiinae (Andenfrösche) die Tribus Calyptocephalellini mit den beiden Gattungen Caudiverbera (Helmkopf) und Telmatobufo. Für die Gattung Caudiverbera wurde im Jahr 2006 der Name Calyptocephalella wieder eingeführt. 1998 war auch die Gattung Batrachophrynus in das Taxon Calyptocephalellini gestellt worden. Die drei Gattungen wurden 2006 zur Familie Batrachophrynidae erhoben. Zu dieser Zeit ergaben aber verschiedene molekularbiologische Untersuchungen, dass Batrachophrynus nicht zu den anderen beiden Gattungen passte. morphologisch unterscheidet sich Batrachophrynus durch die horizontal gestellten Pupillen. Daher wurde Batrachophrynus ausgegliedert und direkt in die Gattung Telmatobius (Anden-Pfeiffrösche) gestellt. Für die verbleibenden beiden Gattungen der Familie wurde der Name Calyptocephalellidae vorgeschlagen. Die Calyptocephalellidae sind das Schwestertaxon der Familie Myobatrachidae (Australische Südfrösche).

### Arten
Folgende Gattungen und Arten zählen zur Familie.
Stand: 25. April 2020
- Calyptocephalella (Strand, 1928)
  - Calyptocephalella gayi
  - Calyptocephalella sp., ausgestorbenen Art aus dem Eozän vor 40 Mill. Jahren, deren fossile Überreste auf der Seymour-Insel an der Nordspitze der Antarktischen Halbinsel gefunden wurden. Erste Froschfossilien der Antarktis.[7][8]

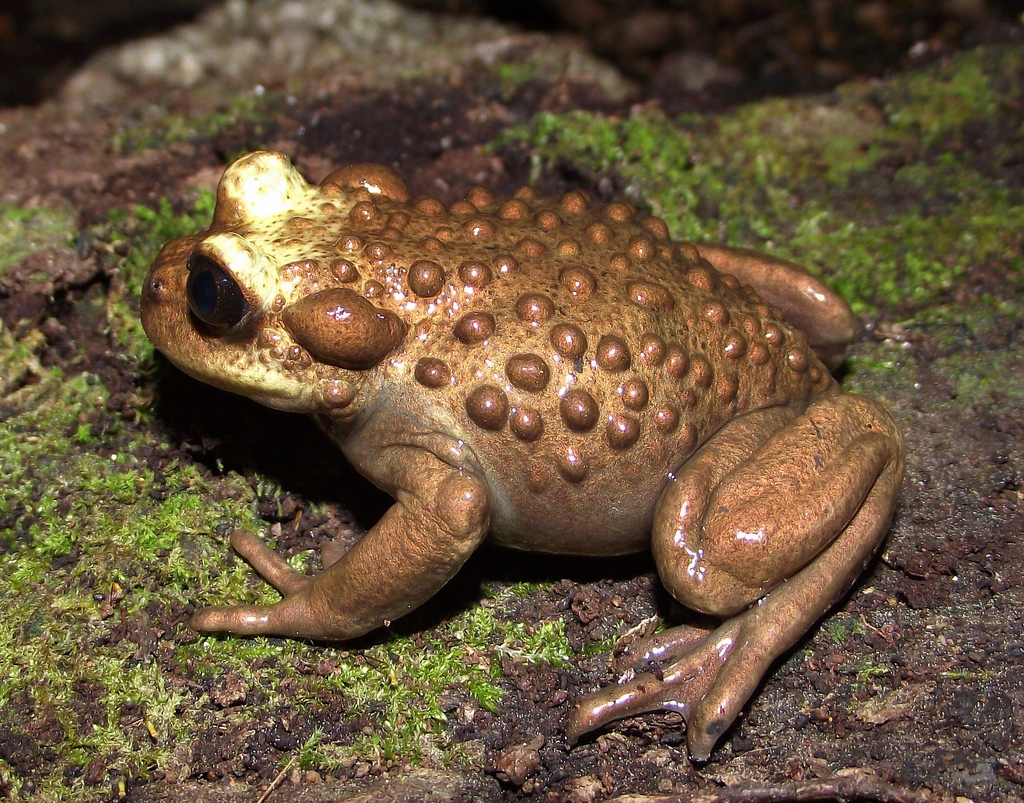
Telmatobufo bullocki

- Telmatobufo (Schmidt, 1952)Telmatobufo bullocki
  - Telmatobufo australis
  - Telmatobufo bullocki
  - Telmatobufo ignotus
  - Telmatobufo venustus